# Mubi
Mubi és una ciutat de Nigèria, a l'estat d'Adamawa, a la riba oest del riu Yedseram, un corrent que flueix cap al nord al llac Txad, i està situat als vessants occidentals de les muntanyes de Mandara. És capital de l'emirat tradicional de Mubi i d'una àrea de govern local (LGA) la qual té una població de 280.009 habitants segons el cens de 2006.
Per reforçar la importància de la ciutat, hi ha una àmplia presència d'institucions federals i estatals, com la Universitat Politècnica Federal de Mubi, la Universitat de l'Estat d'Adamawa a Mubi, la facultat de Tecnologia de la Salut, l'Escola de Govern Ciència Tècnica i el Centre de Formació Tècnica. Altres infraestructures a la ciutat inclouen l'hospital general de Mubi, el complex penitenciari, casernes militars, oficines d'Immigració i duanes i l'oficina de correus. Les duanes de Mubi generen els majors ingressos de l'estat d'Adamawa pels intercanvis amb Camerun.
Abans de les activitats violentes dels insurgents de Boko Haram el 2014, les activitats comercials i de negocis eren importants, sobretot en àrees de agroempreses, exportació i importació de béns i serveis entre Nigèria i Camerun, i moltes altres activitats empresarials viables, especialment els grans mercats que solien ser els més grans a l'estat d'Adamawa.